# Nakamori Akio
Nakamori Akio (Nhật: 中森 明夫 Hepburn: Trung Sâm Minh Phu, sinh ngày 1 tháng 1 năm 1960 ở Mie), tên thật là Shibahara Ansaku (柴原安作 Sài Nguyên An Tác), là một nhà bình luận và biên tập viên Nhật Bản. Ông được ghi nhận là đã phổ biến thuật ngữ "otaku" trong cách sử dụng thông tục hiện đại. Sau khi rời khỏi trường trung học cơ sở và trung học phổ thông Nakano thuộc Đại học Meiji, ông tốt nghiệp Đại học Wako. Cùng với Endō Yūichi, ông đã cho ra mắt tạp chí nghiệp dư Tokyo Otona Club vào năm 1982.
Ông được biết đến nhiều nhất với nghiên cứu về kẻ giết người hàng loạt Miyazaki Tsutomu qua tác phẩm Thời đại M (Mの時代 M no Jidai), được xuất bản năm 1989.